# Košarkaški centar Dražen Petrović
Košarkaški centar Dražen Petrović je višenamjenska sportska dvorana u Zagrebu s kapacitetom od 5400 mjesta. Ime je dobila po velikanu hrvatske i svjetske košarke Draženu Petroviću. Dvoranu primarno koristi košarkaški klub Cibona, a povremeno i ostali zagrebački sportski klubovi.
Dvorana je službeno otvorena 30. lipnja 1987. godine; u početku je nosila ime Sportski centar Cibona. Dana 4. listopada 1993. godine preimenovana je u Košarkaški centar Dražen Petrović. Dana 7. lipnja 2006. godine, povodom 13. godišnjice pogibije Dražena Petrovića, uz dvoranu je otvoren muzejsko-memorijalni centar koji nosi njegovo ime.

## Vanjske poveznice
- ZagrebInfo.net - Košarkaški centar Dražen Petrović  Arhivirana inačica izvorne stranice od 21. veljače 2010. (Wayback Machine)
- Muzejsko-memorijalni centar Dražen Petrović  Arhivirana inačica izvorne stranice od 3. prosinca 2008. (Wayback Machine)
- Košarkaški Klub Cibona

| Cibona Zagreb   | Cibona Zagreb |
| --------------- | --- |
|                 | |
| Dvorana         | Košarkaški centar Dražen Petrović \| Dom sportova                                                                      |
|                 | |
| Treneri         | Neven Spahija \| "Aco" Petrović \| Dražen Anzulović \| Velimir Perasović \| Željko Pavličević                          |
|                 | |
| Važne ličnosti  | Mirko Novosel |
|                 | |
| Poznati igrači  | Krešimir Ćosić \| Dino Rađa \| Franjo Arapović \| Dražen Petrović \| Alan Anderson \| Andro Knego \| Danko Cvjetičanin |
|                 | |
| Klupski nadimak | Vukovi s Tuškanca |
|                 | |
| Klupski slogan  | heja-heja cibosi |
|                 | |
| Vezani članci   | Muzejsko-memorijalni centar Dražen Petrović \| Mirkova cigara \| Međunarodna natjecanja                                |

| Cibona Zagreb   | Cibona Zagreb |
| --------------- | --- |
|                 | |
| Dvorana         | Košarkaški centar Dražen Petrović \| Dom sportova                                                                      |
|                 | |
| Treneri         | Neven Spahija \| "Aco" Petrović \| Dražen Anzulović \| Velimir Perasović \| Željko Pavličević                          |
|                 | |
| Važne ličnosti  | Mirko Novosel |
|                 | |
| Poznati igrači  | Krešimir Ćosić \| Dino Rađa \| Franjo Arapović \| Dražen Petrović \| Alan Anderson \| Andro Knego \| Danko Cvjetičanin |
|                 | |
| Klupski nadimak | Vukovi s Tuškanca |
|                 | |
| Klupski slogan  | heja-heja cibosi |
|                 | |
| Vezani članci   | Muzejsko-memorijalni centar Dražen Petrović \| Mirkova cigara \| Međunarodna natjecanja                                |